# イェジ・アンジェイェフスキ

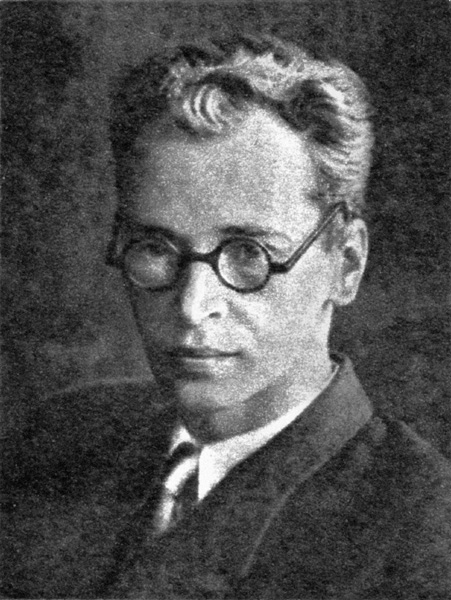
イェジ・アンジェイェフスキ(1949年当時)

イェジ・アンジェイェフスキ（ポーランド語: Jerzy Andrzejewski, 1909年8月19日 - 1983年4月19日）は、ポーランドの小説家。

## 生涯
帝政ロシア支配下のワルシャワに生まれる。ワルシャワ大学で文献学を学ぶ。1936年に最初の短編集『避けられない道』を出版。1937年に『心の秩序』で文学院の新人作家賞を受賞した。ポーランド人民共和国成立後、下院議員となる。1950年に共産党に入党するが、1956年に離党した。この年に労働者防衛委員会に参加し、反政府活動に身を投じた。
第二次世界大戦終結直後にソ連系のポーランド労働者党指導者暗殺を謀るロンドン亡命政府系ゲリラの姿を描いた『灰とダイヤモンド』は、アンジェイ・ワイダ監督によって映画化（1958年に）されたことで広く知られる。
創作活動以外にも、両戦間期は文芸週刊誌「プロスト・ズ・モウトゥ」の、戦後は「プシェグロントゥ・クルトゥラルヌイ（文化評論）」の編集長も務めた。
没後の2006年に、ポーランド政府によりポローニア・レスティトゥータが授与された。

## 作品
小説
- 『避けられぬ道』Drogi nieuniknione（1936年）
- 『心の秩序』Ład serca（1937年）
- 『点呼』Apel （1945年）
- 『夜』Noc（1945年）
- 『灰とダイヤモンド』Popiół i diament（1948年）
  - 『灰とダイヤモンド』川上洸訳、岩波文庫（上下）、1998年
- 『効果的な戦い、またの名、鼻高天狗どもとの戦闘ならびに小競り合いの記録』Wojna skuteczna, czyli opis bitew i potyczek z Zadufkami （1953年）
- 『金いろの狐』Złoty lis（1955年）
- 『闇が大地を覆う』Ciemności kryją ziemię （1957年）
- 『天国の門』Bramy raju （1957年）
- 『とびはねて山を行く』Idzie skacząc po górach（1963年）
- 『どろどろしたもの』Miazga (1979)
- 『誰も』Nikt (1983)

評論
- 『党と作家の仕事』Partia i twórczość pisarza（1952年）
- 『人と事件』Ludzie i zdarzenia（1952年～1953年）

など、数多くの作品を出版しているが、日本語訳は他に米川和夫が訳していた。